# Stöckheim-Leiferde
Stöckheim-Leiferde war bis zur Kommunalwahl 2021 der Stadtbezirk Nr. 211 Braunschweigs, der die beiden südlich gelegenen Stadtteile umfasste. Zusammen mit den Stadtbezirken Heidberg-Melverode und Südstadt-Rautheim-Mascherode bildete Stöckheim-Leiferde den Gemeindewahlbezirk 21. Die Gesamteinwohnerzahl beträgt 8.359. Seit 2021 bilden die Ortsteile Leiferde und Stöckheim mit Heidberg-Melverode den Stadtbezirk Braunschweig-Süd mit der gleichen Nummer 211.

## Geografie

### Ortsteile
Im Stadtbezirk Stöckheim-Leiferde liegen folgende Ortschaften:
- Leiferde
- Stöckheim

Beide Ortschaften sind auch Statistische Bezirke der Stadt Braunschweig (Nr. 73 und 72).

## Politik
Stadtbezirksrat
Der Stadtbezirksrat Stöckheim-Leiferde hatte in seiner letzten Wahlperiode zehn Mitglieder mit folgender Parteizugehörigkeit:
- SPD 5
- CDU 4
- Grüne 1

Bezirksbürgermeister
Letzter Bezirksbürgermeister des Stadtbezirks Stöckheim-Leiferde war Matthias Disterheft von der SPD.
Stellvertretender Bezirksbürgermeister des Stadtbezirks Stöckheim-Leiferde war Tommy Hellmuth von Bündnis 90/Die Grünen.
Statistische Bezirke
Der Stadtbezirk setzt sich aus folgenden statistischen Bezirken zusammen:
- Stöckheim (Nr. 72)
- Leiferde (Nr. 73)

## Kultur und Sehenswürdigkeiten
Kinder- und Jugendzentren
Das in Stöckheim ansässige Jugendzentrum unterhält drei Einrichtungen, eine in der Grundschule, eine im Siekgraben (Raabeschule Stöckheim) und eine in Leiferde.
Freiwillige Feuerwehr Stöckheim
Als eine der ältesten Freiwilligen Feuerwehren (gegründet 1866) des ehemaligen Landes Braunschweig, stellt die Feuerwehr Stöckheim den Brandschutz und die allgemeine Hilfe in ihrem Ortsteil sicher. Die „Feuerwehr Klein Stöckheim“ gehörte am 30. März 1870 zu den Gründungsmitgliedern des Braunschweigischen Landesfeuerwehrverbandes. Die Feuerwehr verfügt derzeit über zwei Fahrzeuge (TSF-W und GW-L) die innerhalb Stöckheims und darüber hinaus auch in Braunschweig eingesetzt werden. Gemeinsam mit der Nachbarfeuerwehr Leiferde bildet sie den Fachzug 88 der Freiwilligen Feuerwehr Braunschweig und besetzt bei Abwesenheit der Kräfte der Berufsfeuerwehr die Feuerwache Süd im Heidberg. Ferner werden stadtweit logistische Tätigkeiten durchgeführt.

## Geschichte
Rübenkerndrillmaschine
Der Kantor und Lehrer Ludwig Lüders erfand in Leiferde die Rübenkerndrillmaschine, die es erlaubte, die Rübenkerne ohne Hilfe der Kinder in den Boden zu setzen.
Der Grund für diese Erfindung war die hohe Zahl von Schülern, die nicht in die Schule kommen konnten, weil sie auf dem Acker helfen mussten.
Noch heute gibt es einen Gedenkstein vor der Kirche in Leiferde, der an seine Erfindung und ihn erinnert. (Die Maschine stand bis zu dessen Schließung im Bauernmuseum in Rautheim)

## Wappen
Die beiden Stadtteile Leiferde und Stöckheim besitzen zwei ähnliche Stadtteilwappen, die sich lediglich durch die blaue Rübensaatmaschine und das blaue Wagenrad unterscheiden, da die Orte nach der Eingemeindung 1974 zum selben Stadtteil gehörten.

Leiferde
Stöckheim